# Afroedura tembulica
Afroedura tembulica là một loài thằn lằn trong họ Gekkonidae. Loài này được Hewitt mô tả khoa học đầu tiên năm 1926.